# Tadeusz Batycki
Tadeusz Batycki (ur. 7 listopada 1921 w Przedmieściu Czudeckim, zm. 23 kwietnia 2009 we Wrocławiu) – polski inżynier elektronik. Od 1972 r. profesor na Wydziale Elektroniki Politechniki Wrocławskiej.
W roku 1945, po tym jak eksternistycznie zdał maturę w Rzeszowie, przyjechał do Wrocławia, gdzie rozpoczął studia na Wydziale Elektromechanicznym Politechniki Wrocławskiej zostająx jej absolwentem w 1950 uzyskując tytuł magistra inżyniera elektryka. W 1960 obronił rozprawę doktorską pt. Synteza telemetrycznego systemu samo kontrolującego o optymalnym przebiegu przejściowym i uzyskał stopień doktora nauk technicznych. W roku 1966 otrzymał stopień naukowy doktora habilitowanego nauk technicznych. We wrześniu 1972 przyznano mu tytuł profesora nauk technicznych. 
W latach 1968–1971 był Dziekanem Wydziału Elektroniki. Za swoją działalność został odznaczony między innymi Krzyżem Oficerskim (1985) i Krzyżem Kawalerskim Orderu Odrodzenia Polski (1971), Złotym Krzyżem Zasługi i Medalem Komisji Edukacji Narodowej (1987). Został wyróżniony tytułem Zasłużonego Nauczyciela (1979). Pochowany na Cmentarzu Osobowickim we Wrocławiu.